# Bort-l'Étang
Bort-l'Étang é uma comuna francesa na região administrativa de Auvérnia-Ródano-Alpes, no departamento Puy-de-Dôme. Estende-se por uma área de 15,15 km². Em 2010 a comuna tinha 689 habitantes (densidade: 45,5 hab./km²).